# 49ª Mostra internazionale d'arte cinematografica di Venezia
La 49ª edizione della Mostra internazionale d'arte cinematografica di Venezia si è svolta a Venezia, Italia, dal 1º settembre al 13 settembre del 1992.

## Giuria e Premi
La giuria era così composta:

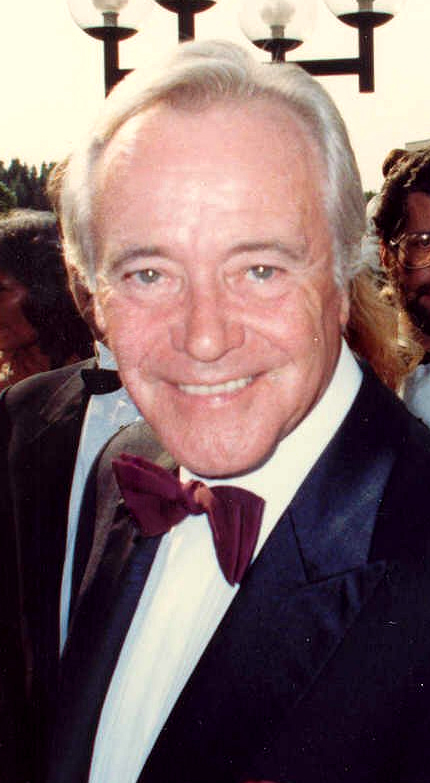
Jack Lemmon, Coppa Volpi 1992

- Dennis Hopper (Stati Uniti d'America) e Jiří Menzel (Cecoslovacchia) (presidenti), Gianni Amelio (Italia), Ennio Morricone (Italia), Anne Brochet (Francia), Neil Jordan (Irlanda), Hanif Kureishi (Gran Bretagna), Sheila Whitaker (Gran Bretagna), Michael Ritchie (Stati Uniti d'America), Jacques Siclier (Francia), Fernando Solanas (Argentina).

I principali premi distribuiti furono:
- Leone d'oro al miglior film: La storia di Qiu Ju (Qui Ju da guansi) di Zhang Yimou
- Leone d'argento - Gran premio della giuria: Morte di un matematico napoletano di Mario Martone
- Leone d'Argento - Premio speciale per la regia: Claude Sautet per Un cuore in inverno (Un cœur en hiver); Dan Pița per Hotel di lusso (Hotel de lux); Bigas Luna per Prosciutto, prosciutto (Jamón, jamón) (ex aequo)
- Coppa Volpi al miglior attore: Jack Lemmon per Americani (Glengarry Glen Ross)
- Coppa Volpi alla miglior attrice: Gong Li per La storia di Qiu Ju (Qui Ju da guansi)
- Leone d'oro alla carriera: Francis Ford Coppola, Jeanne Moreau e Paolo Villaggio

## Sezioni principali

### Film in concorso
- Americani (Glengarry Glen Ross), regia di James Foley (Stati Uniti d'America)
- Caccia alle farfalle (La chasse aux papillons), regia di Otar Iosseliani (Francia/Italia/Germania)
- Doppia personalità (Raising Cain), regia di Brian De Palma (Stati Uniti d'America)
- Fratelli e sorelle, regia di Pupi Avati (Italia)
- Guelwaar, regia di Ousmane Sembène (Francia/Germania/Senegal/Stati Uniti d'America)
- Hotel di lusso (Hotel de lux), regia di Dan Pița (Romania)
- Il poliziotto sentimentale (Chuvstvitelnyy militsioner), regia di Kira Muratova (Ucraina/Francia)
- Il pozzo (Kaivo), regia di Pekka Lehto (Finlandia/Svezia/Danimarca)
- In the Soup (Un mare di guai) (In the Soup), regia di Alexandre Rockwell (Stati Uniti d'America/Francia/Germania/Giappone/Italia/Spagna)
- Io e Veronica (Me and Veronica), regia di Don Scardino (Stati Uniti d'America)
- L'absence, regia di Peter Handke (Francia/Germania/Spagna)
- L'ultimo tuffo (O Último Mergulho), regia di João César Monteiro (Portogallo/Francia)
- La discesa di Aclà a Floristella, regia di Aurelio Grimaldi (Italia)
- La peste, regia di Luis Puenzo (Francia/Regno Unito/Argentina)
- La storia di Qiu Ju (Qiu Ju da guan si), regia di Zhang Yimou (Cina)
- Legge 627 (L.627), regia di Bertrand Tavernier (Francia)
- Morte di un matematico napoletano, regia di Mario Martone (Italia)
- Olivier, Olivier, regia di Agnieszka Holland (Francia)
- Orlando, regia di Sally Potter (Regno Unito/Russia/Italia/Francia/Paesi Bassi)
- Prorva, regia di Ivan Dykhovichnyy (Russia/Francia/Germania)
- Prosciutto prosciutto (Jamón Jamón), regia di Bigas Luna (Spagna)
- Un cuore in inverno (Un coeur en hiver), regia di Claude Sautet (Francia)
- Valsi Pechoraze, regia di Lana Gogoberidze (Georgia)

## Sezioni collaterali

### Vetrina del cinema italiano
- Centro storico - Donne sottotetto, regia di Roberto Giannarelli[1]